# 马雷克·东布罗夫斯基
马雷克·东布罗夫斯基（波蘭語：Marek Dąbrowski，1949年11月28日—），波兰男子击剑运动员，他曾获得1972年夏季奥运会击剑比赛男子花剑团体金牌，他也参加了1976年夏季奥运会，但并未获得奖牌。